# Maria Kristin Yulianti

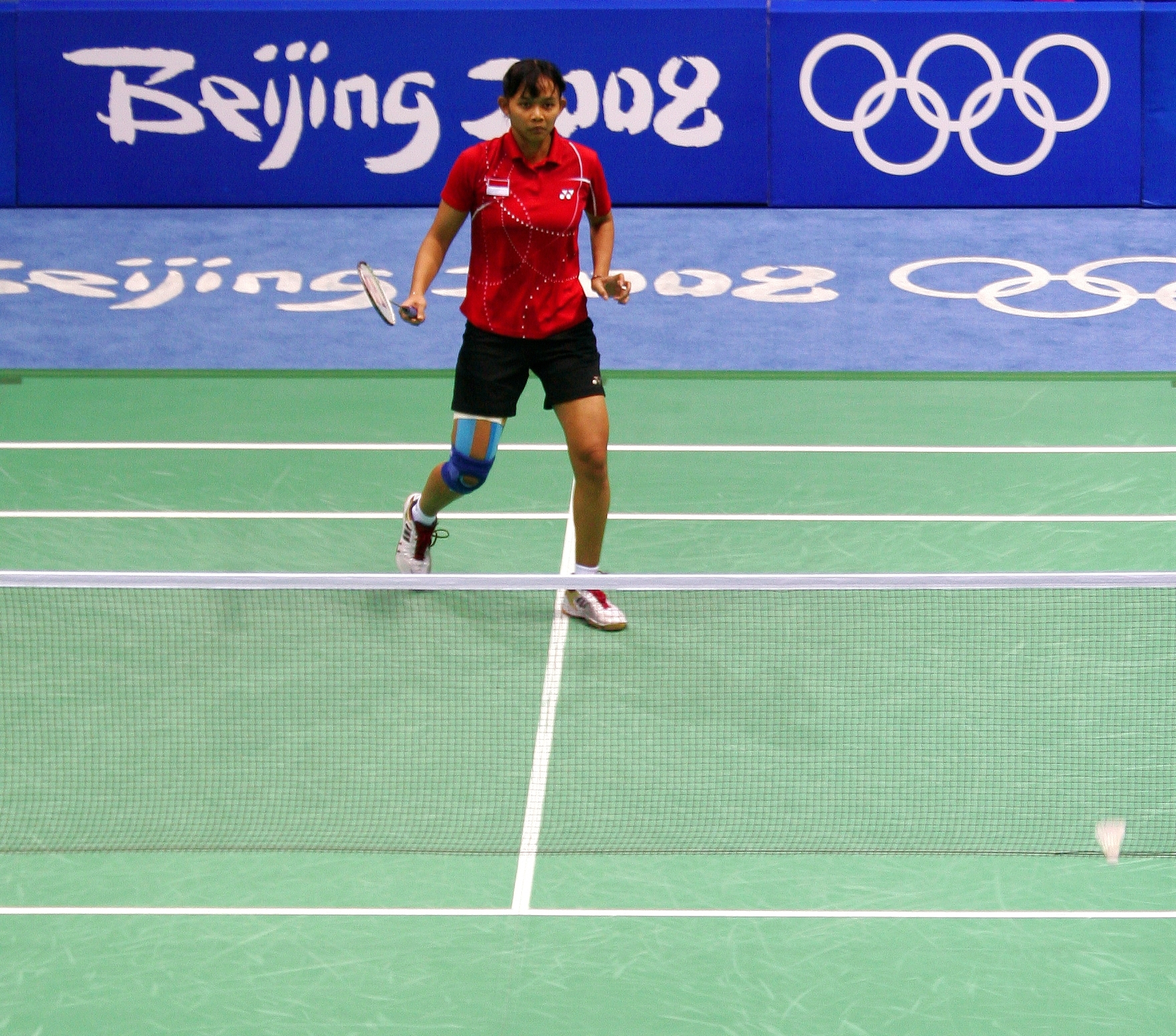
Maria Kristin Yulianti bei Olympia 2008. Foto: Bryan Allison

Maria Kristin Yulianti (* 25. Juni 1985 in Tuban, Ost-Java) ist eine indonesische Badmintonspielerin.
Maria Kristin Yulianti gehört seit 2005 zur erweiterten Weltspitze im Badminton. Ihre ersten nennenswerten Erfolge feierte die Rechtsauslegerin in der BWF-Grand-Prix-Serie. 2005 wurde sie Dritte der New Zealand Open, 2006 Zweite der Bitburger Open und 2008 der Djarum Indonesia Open, jeweils im Einzel. Bei den Weltmeisterschaften 2007 in Kuala Lumpur erreichte Yulianti die Runde der letzten 16. Weitere gute Platzierungen waren 2007 der zweite Rang beim Sudirman Cup in Glasgow und 2008 Platz zwei beim Thomas & Uber Cup in Jakarta, beide Male im Team.
Ihr erstes Spiel bei den Olympischen Spielen von Peking bestritt sie gegen die Deutsche Starterin Juliane Schenk. Gegen die Deutsche hatte sie zuvor bei der French Super Series 2007 verloren, konnte sich dieses Mal jedoch in drei Sätzen durchsetzen. Am 10. August 2008 gewann sie in der Runde der letzten 32 gegen Yoana Martínez aus Spanien in zwei Sätzen. Am Folgetag spielte sie im Achtelfinale gegen die Dänin Tine Rasmussen erfolgreich in drei Sätzen. Danach ging es gegen Saina Nehwal aus Indien mit 2:1 Sätzen im Viertelfinale weiter. Im Halbfinale unterlag Maria Kristin Yulianti der Chinesin Zhang Ning, der Olympiasiegerin von 2004 und auch nachfolgend 2008 mit 0:2, bevor sie im Spiel um die Bronzemedaille erneut auf eine Chinesin, Lu Lan, traf, die von Yulianti mit 2:1 besiegt wurde.